# René P. Tonneyck
René P. Tonneyck (Ubbergen, 25 december 1915 – Den Haag, 3 maart 1997) was een kunstschilder, tekenaar, aquarellist en etser die vooral landschappen maakte, stadsgezichten en portretten in een min of meer realistische stijl. 

## Jeugd en start
Zijn moeder heette Wilhelmina Wijers, zijn vader Raoul Jules Joseph Francois Raoul Tonneijck. Zijn moeder dreef café 'De Tol' in Ubbergen (Gelderland) samen met haar ongetrouwde broer Jan. Toen het gezin naar Utrecht verhuisde in 1929 werd het café verkocht. Tonneyck woonde en werkte tot 1934 in Jutphaas, tot 1946 in Utrecht en vanaf 1946 in Amsterdam. In zijn Utrechtse jaren was hij leerling van Willem van Leusden en J. B. L. Simon op de toenmalige Vrije Akademie te Utrecht in 1938-39. Nog in 1948 kreeg hij 6 weken schilderles van Henri Boot te Haarlem.

## Leven en werk
Tonneyck was een schilder die zichzelf een "geboren naturalist" voelde. Na in zijn jongere jaren met stromingen als kubisme en expressionisme te hebben geëxperimenteerd keerde hij toch terug naar een min of meer natuurgetrouw volgen van de werkelijkheid.. Hij schilderde op doek uitsluitend in olieverf; ook tekende, aquarelleerde en etste hij op papier zijn vele stadsgezichten en landschappen. In de zomer van 1950 verwoordde H. Schmidt Degener in het Haarlems Dagblad zijn landschappen aldus:  
 Het werk van René Tonneyck bevat vooral landschappen en stadsgezichten, waarbij het opvallend is dat daarop vrijwel nooit menselijke figuren voorkomen. Dat geeft aan deze landschappen iets ontijdelijks..  .Ruimte is Tonneycks ware element. 
Tonneyck werkte graag in de provincie Groningen waar hij onder andere ook veel tekeningen maakte van de kerken, aldaar. Ook schilderde hij graag en vaak aquarellen langs de rivier de Waal.
In Utrecht werd hij al gauw lid van het genootschap 'Kunstliefde' tot 1945, en in Amsterdam van de vereniging 'De Onafhankelijken' van 1948-1956. In 1956 behaalde hij alsnog een lagere akte handarbeid (akte R), die hem de mogelijkheid bood om vanaf dat jaar tekenles te geven aan de Gemeentelijke Kweekschool voor Onderwijzers te Amsterdam, tot aan zijn pensioen.
Tonneyck maakte naast zijn vele landschappen ook diverse portretten, en meestal in opdracht. In 1980 schilderde hij o.a. tijdens verschillende sessies in opdracht een portret van de toen al bejaarde Willem Drees; dit was bestemd voor het Catshuis Den Haag, waar het zich nu bevindt vanaf 1981. Ook hangen daar sinds 1982 zijn twee staatsieportretten van Luns en van Van Agt. 
Tussen 1985-89 schilderde hij series doeken in olieverf van het zojuist verbouwde Entrepotdok te Amsterdam. Hij was daar zelf, met uitzicht op de kade, het water en op Artis, in die jaren gaan wonen en werken tot circa 1995. In de lokale groepsexpositie 'Eilanden in een Lijst' (1991, in de Oosterkerk op de Oostelijke Eilanden met zijn collega's Paul Werner, Fons Heijnsbroek en met werken van de onlangs overleden Joop Willems) liet hij voor het eerst zijn kleurige Entrepotdok-schilderijen aan het publiek zien. Datzelfde jaar was hij in zijn atelier nog steeds bezig met zijn drieluik: 'Drieluik-portret Drees, Luns en Van Agt' dat hij al jaren eerder begonnen was. De huidige verblijfplaats daarvan is onbekend.

## Citaat van recensie (1950)
Uit het artikel 'René P. Tonneyck exposeert in Haarlem' van H. Schmidt Degener, in het Haarlems Dagblad, 7 augustus 1950:
 'Het werk van René Tonneyck bevat vooral landschappen en stadsgezichten waarbij het opvallend is dat daarop vrijwel nooit menselijke figuren voorkomen. Dat geeft aan deze landschappen iets ontijdelijks. Ruimte is Tonneycks ware element..  .Zeer knap zijn de olieverfschilderijen. De 'Ingang Vondelpark Amsterdam', weer zónder menselijke figuren, maar vol pastorale lyriek. Bijzonder genoten we van het 'Gezicht op Maastricht' dat onder een somber uitspansel een subtiel, op grijs afgestemd, kleurengamma bespeelt.' 

## Exposities (selectie)
- 1938-40 - deelname aan jaarlijkse exposities van Kunstliefde, Utrecht
- 1939 - 'Onze Kunst van Heden', Rijksmuseum, Amsterdam[10]
- 1940 - 'Tentoonstelling van goedkoope en toch niet "goedkoope" kunst', Consthuys St. Pieter, Utrecht[11]
- 1948-56 - deelname aan leden-tentoonstellingen  van de kunstenaarsorganisatie De Onafhankelijken, Fodor Museum, Amsterdam
- 1950 - 'René P. Tonneyck exposeert in Haarlem', galerie Het Luifeltje te Haarlem[12]
- 1952 - 'Kunstenaars zien de haven van Amsterdam' door Stichting Amsterdam-Rijnkanaal, Museum Fodor Amsterdam
- 1982 - 'Geschilderde portretten en aquarellen van Rene P. Tonneyck', Borg Vorhildersum, Wierde, Leens (Groningen)[13]
- 1986 - 'Hedendaagse portretkunst in Nederland', Singer Museum, Laren[14]
- 1988 - 'Open Ateliers Oostelijke Eilanden', Stichting Open Ateliers, Amsterdam[15]
- 1988 - overzichtstentoontselling in openbare bibliotheek Heemstede
- 1991 - 'Jubileumexpositie 75 jaar', Galerij d'Eglantier, Amsterdam
- 1991 - 'Eilanden in een Lijst', Oosterkerk, Amsterdam[16]
- 1992 - 'Kijken rond de Kerk', in de Oosterkerk, Amsterdam[17]
- 1993 – expositie in Studio 2000, Amsterdam
- 1993 - 'Open Ateliers Oostelijke Eilanden', Stichting Open Ateliers, Amsterdam[18]

## Links naar werken
- afbeelding van schilderij, 1946: 'Watertoren aan de Lange Lauwerstraat, Utrecht'; olieverf op board
- afbeelding van schilderij, 1948: 'Stilleven met rol papier'; olieverf op linnen
- afbeelding van aquarel, 1949:[dode link] 'De Dom van Keulen'; aquarel op papier